# 兒童會館站
兒童會館站（：／ Eorini-hoegwan yeok */?）是大邱地鐵3號線沿線的一座高架車站，位於韓國大邱廣域市壽城區黃金洞。

## 車站結構
站體為2面2線側式月台的高架車站，候車月台設有半高式月台門，僅有1處出口。

### 月台配置
| 壽城區民運動場 ↑ |
| \| 上            |
| ↓ 黃金           |

| 月台 | 路線               | 目的地                                     |
| ---- | ------------------ | ------------------------------------------ |
| 上行 | ●大邱都市鐵道3號線 | 壽城區民運動場、西門市場、漆谷慶大醫院方向 |
| 下行 | ●大邱都市鐵道3號線 | 黃金、壽城池、龍池方向                     |

## 歷史
- 2015年4月23日：開通啟用。

## 車站周邊
- 大邱市兒童會館
- 大邱小童會館黃鸝劇場
- 希望橋
- 泛魚公園
- 壽城區民運動場後門
- 大邱市科學教育院
- 大邱科學高校
- 黃金中學
- 大邱黃金初等學校
- 大邱東山初等學校

## 圖片

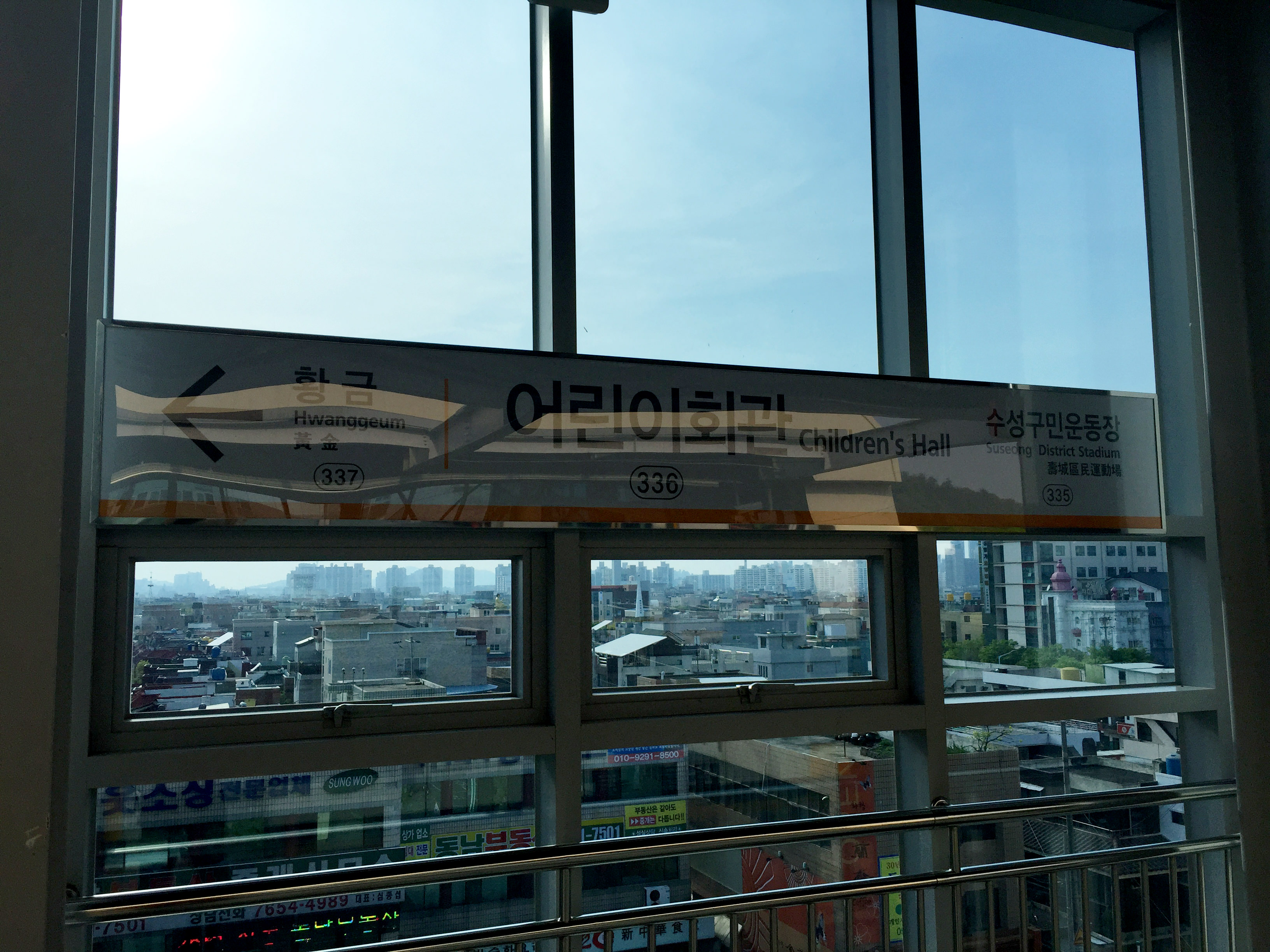
站名牌
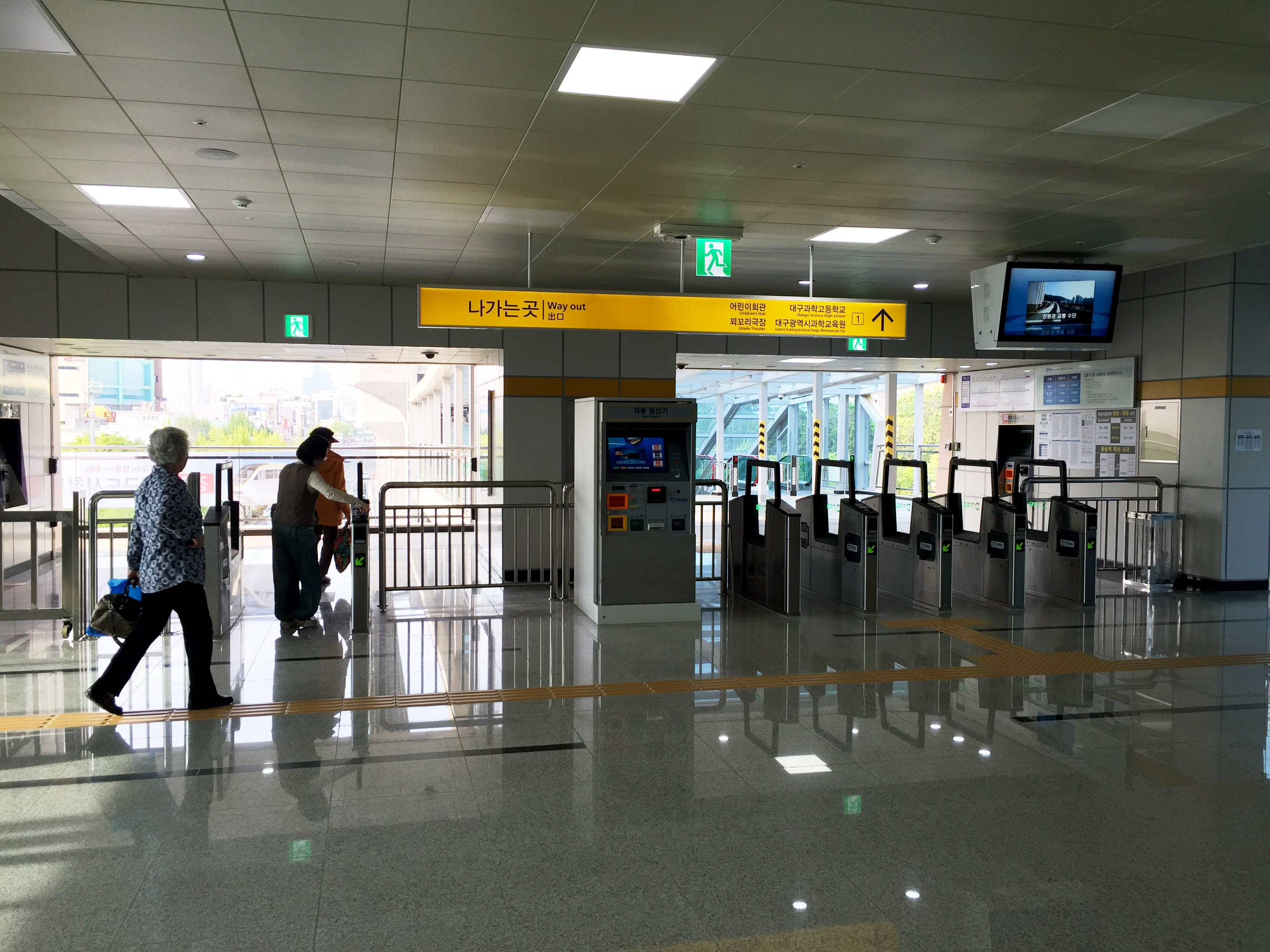
車站大廳
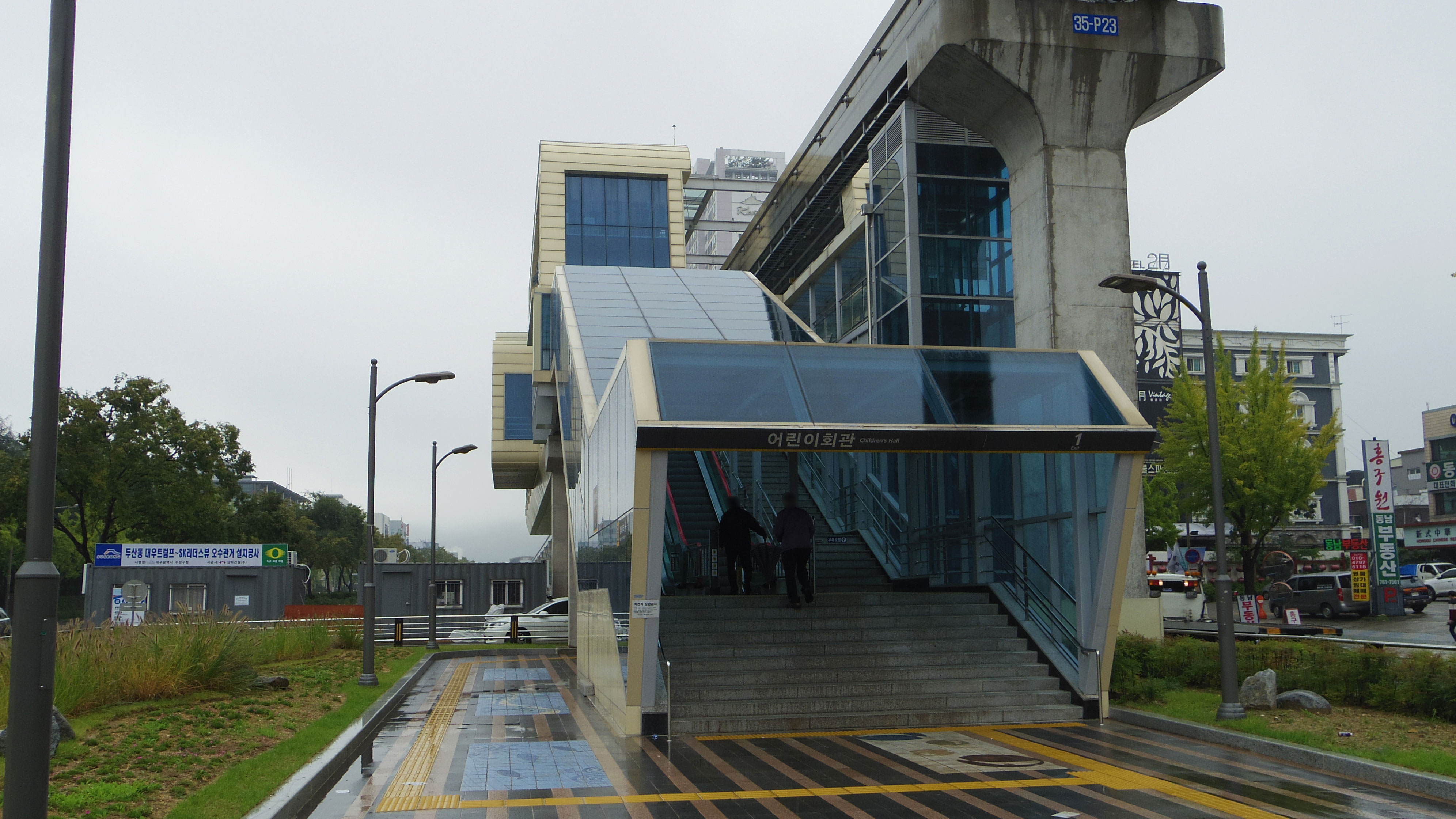
1號出口

## 相鄰車站
大邱都市鐵道公社
●大邱都市鐵道3號線
壽城區民運動場（335）－兒童會館（336）－黃金（337）